# فرقة المشاة التاسعة (الفيرماخت)
فرقة المشاة التاسعة كان تشكيل لفيرماخت لألمانيا النازية. تم تشكيل الفرقة في 1 أكتوبر 1934 في غيسن باسم Infanterieführer [بحاجة لتوضيح] V. مع الكشف عن التسلح الألماني في 15 أكتوبر 1935، تمت إعادة تسمية القسم فرقة المشاة 9.
خلال هزيمة الجيش الفرنسي في يونيو 1940، قامت الفرقة بذبح الجنود السود من الفرقة الرابعة التي استولوا عليها بالقرب من Erquivillers. نقلت تقارير فرنسية عن ضابط ألماني قوله «إن العرق الأدنى لا يستحق خوض معركة مع عرق حضاري مثل الألمان». 
في أغسطس 1944، تم تدمير الفرقة في جنوب أوكرانيا وتم حلها رسميًا في 9 أكتوبر 1944.

## القادة
- إريك لودك 15 يونيو 1935 - 7 مارس 1936
- إروين أوسوالد 7 مارس 1936 - 1 ديسمبر 1938
- جورج فون أبيل 1 ديسمبر 1938 - 31 يوليو 1940
- إروين فييرو 1 أغسطس 1940 - 31 ديسمبر 1940
- Siegmund Freiherr von Schleinitz 1 يناير 1941 - 19 أغسطس 1943
- فريدريش هوفمان 20 أغسطس 1943 - مايو 1944
- أوتو هيرمان بروكر مايو 1944
- فريدريش هوفمان مايو 1944 - 16 يونيو 1944
- اللواء الرائد فيرنر جيب 16 يونيو 1944 - 1 نوفمبر 1944
- اللواء الرائد فيرنر كولب 1 نوفمبر 1944 - مايو 1945